# مؤسسة بناء القدرات والتنمية الدولية (ألمانيا)
مؤسسة بناء القدرات والتنمية الدولية (بالألمانية: Internationale Weiterbildung und Entwicklung) والتي تُعرف اختصارا بـ «إنْفِنْتْ» (الاسم الأصلي: InWEnt) هي مؤسسة تهتم بالتعاون التنموي الدولي، أُنشِأت في العام 2002 من خلال دمج المؤسسة الألمانية للتعاون الدولي (دي إس إي) ومؤسسة كارل دويسبرج (سي دي جي) بصفة مؤسسة غير ربحية ذات مسؤولية محدودة، وظلت قائمة حتى 2010، إذ دُمجت ضمن المؤسسة الألمانية للتعاون الدولي (جي أي تست).

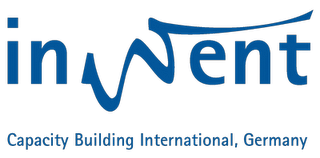
شعار مؤسسة بناء القدرات والتنمية الدولية (InWEnt)

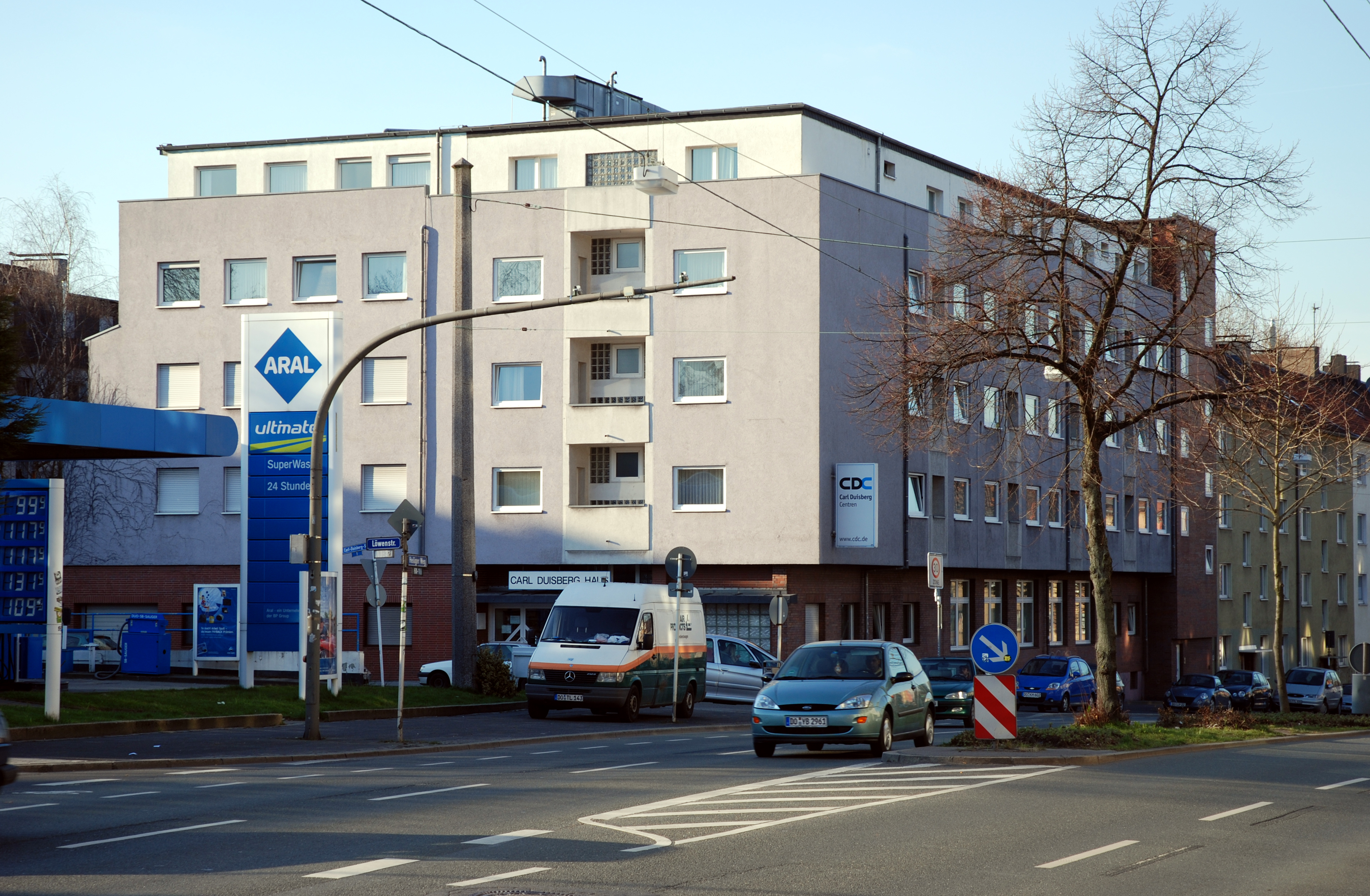
مبنى كارل دويسبرج في دورتموند

## خلفية تاريخية
كان المجال الرئيسي لنشاط الجمعية يتركز حول تدريب وتأهيل القيادات الإدارية والمهنية من مختلف بلدان العالم ومؤسساتها المختلفة. وكانت المؤسسة تعمل في كل أنحاء العالم، حيث عملت مع شركاء في مجالات الاقتصاد والسياسية والإدارة ومنظمات المجتمع المدني ونفذت العديد من الدورات والبرامج والحوارات والدورات التعليمية الإلكترونية. يتبع المؤسسة ما يقارب 820 موظف أساسي ومستقل يعملون في 30 مكتب داخل ألمانيا وخارجها، وكان يعمل في المركز الرئيسي للمؤسسة في بون حوالي 500 موظف وبلغت ميزانيتها في العام 2008 حوالي 136 مليون يورو.
تعتبر الحكومة الاتحادية المساهم الرئيسي في المؤسسة وتمثلها الوزارة الاتحادية للتعاون الاقتصادي والتنمية وبالمقابل كانت الوزارة هي الجهة العميل الأكبر والأهم للمؤسسة حيث كانت تكلفها القيام بالكثير من الأعمال نيابة عنها. من عملاء المؤسسة الآخرين الوزارة الاتحادية للتعليم والبحوث العلمية، وزارة الخارجية الألمانية، الوزارة الاتحادية للاقتصاد والتكنولوجيا والمفوضية الأوروبية.
قامت 40 مؤسسة بإرسال عامليها إلى «مركز كفاءة العمل الدولي»، والذي هو عبارة عن أكاديمية متخصصة في تجهيز العاملين في مجال التعاون التنموي (أكاديمية التعاون الدولي)، وذلك استعداداً لتوزيعهم للعمل في البلدان النامية. كما عملت «وكالة المجتمعات الخدمية في عالم واحد» ، وهي مؤسسة مشتركة بين الحكومة الاتحادية وحكومات الولايات والمنظمات غير الحكومية لتعزيز التعاون الإنمائي البلدي تحت سقف مؤسسة إنفِنت. وقد استمرت الوزارة الاتحادية للتعاون الاقتصادي والتنمية في ذلك العمل كجزء من مبادرة الالتزام العالمي.

## مجالات عمل المؤسسة
تتلخص مجالات عمل المؤسسة فيما يلي:
- المعلومات والعمل التربوي التنموي
- تدريب وتأهيل القيادات الإدارية والمهنية
- التأهيل الدولي والثقافي للموظفين الناشئين والمتخصصين والقيادات الإدارية من ألمانيا والدول الصناعية الأخرى
- الحوار العالمي وتبادل الخبرات
- إعداد المتخصصين في مجال التعاون التنموي الألماني

## روابط خارجية
- Beschreibung von Inwent نسخة محفوظة 9 ديسمبر 2015 على موقع واي باك مشين. in der BMZ-Aufstellung von EZ-Akteuren
- نصوص عن InWEnt في فهرس مكتبة ألمانيا الوطنية